# Casa Mumbrú (el Vendrell)
La Casa Mumbrú és una obra modernista del Vendrell a la comarca del Baix Penedès inclosa a l'Inventari del Patrimoni Arquitectònic de Catalunya.

## Descripció
La façana presenta una sèrie de carreus picats, adossats a la paret, amb funció merament decorativa. Consta de quatre plantes. La planta baixa és dedicada a botigues. La primera planta té sis portes balconeres, amb una barana de ferro forjat que recórrer tot el llarg de l'edifici. La segona i tercera són idèntiques a la primera. Als dos xamfrans de la casa s'hi veuen unes decoracions modernistes construïdes per alts relleus de motius vegetals i unes lletres modernistes on s'hi llegeix «Mumbrú, Novetats i Sastreria».

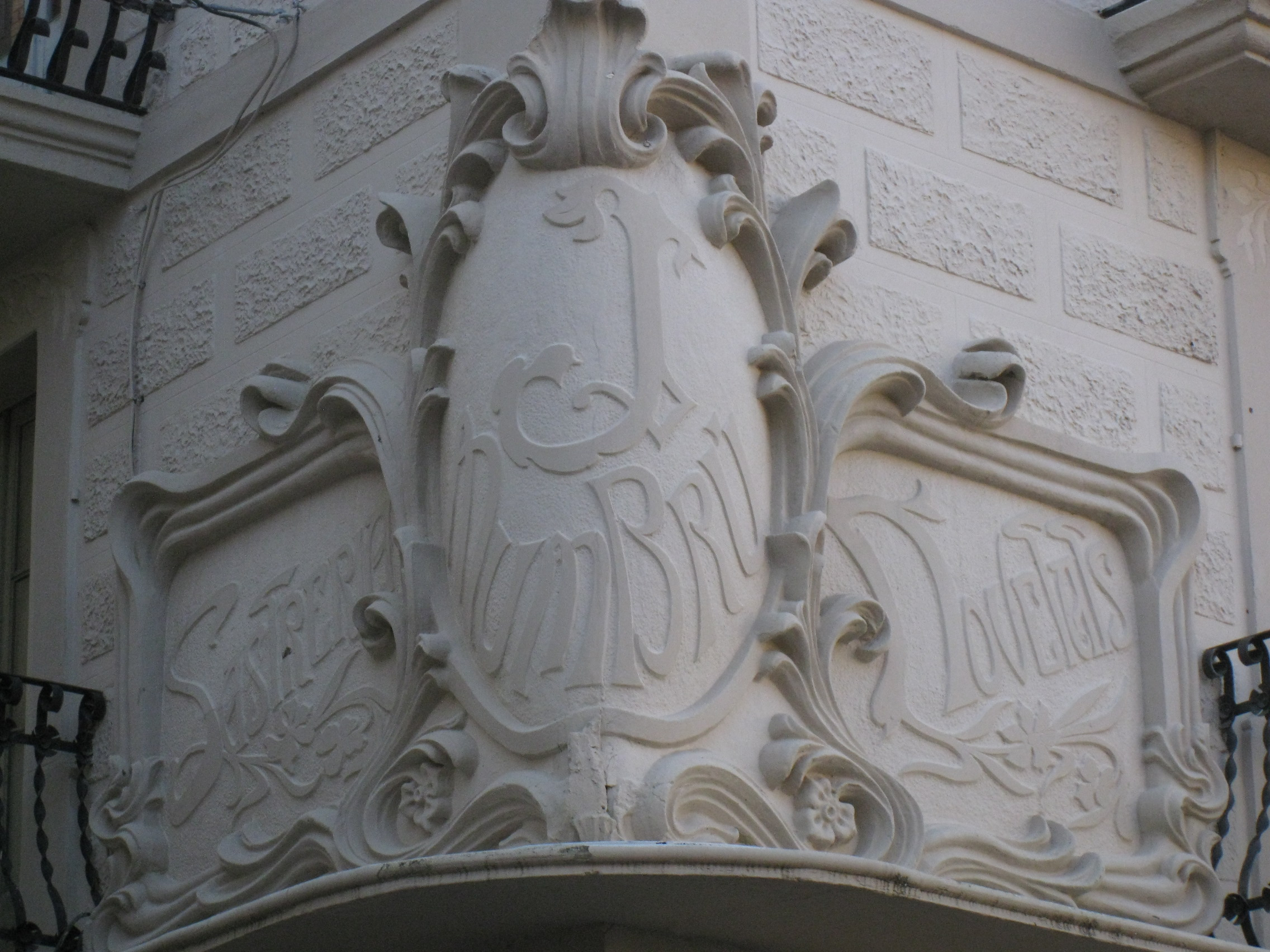
Rètol modernista de l'antiga botiga

## Història
En una fotografia de l'any 1903 es veu la casa Mumbrú tal com és avui dia, per la qual cosa la construcció deu datar de la darreria del segle xix. Josep Mumbrú i Vernet (Sant Feliu de Codines, 1856 - Barcelona, 1911) casat al  Vendrell el 20 de juliol de 1887 amb Caterina Reig Dalmau n'és el propietari. Seguiran el negoci els fills Josep i Carme Mumbrú Reig (avia del tenista Joan Gisbert i Ortiga). I els nets Josep i Carme Mumbrú i Llansà.